# Kornélia Ihász
Kornélia Ihász (* 10. Juni 1931 als Kornélia Magyar in Budapest, Königreich Ungarn; † 14. Dezember 2022) war eine ungarische Eisschnellläuferin und Radsportlerin.

## Karriere
Kornélia Ihász wurde als Radsportlerin mehrfache ungarische Meisterin. Als Eisschnellläuferin gewann sie 12 Meistertitel und gehörte zwischen 1961 und 1972 zum ungarischen Nationalkader. Sie nahm an vier Mehrkampfweltmeisterschaften und an den Olympischen Winterspielen 1964 in Innsbruck teil.
Ab 1976 war sie als Eisschnelllauftrainerin tätig.
Ihr Mann Sándor Ihász war in den 1970er Jahren Trainer an der Sportschule Központ und von 1977 bis 1985 Generalsekretär des ungarischen Radsportverbandes.